# Pont de Tervaete
Le pont de Tervaete (en néerlandais : Tervatebrug) est un pont sur l'Yser, situé à la frontière de Stuivekenskerke et Keyem, sections de la ville belge de Dixmude. Le pont est situé près du hameau de Tervaete. Il s'agit d'un pont-levis bas, composé de deux parties fixes de 11m de long chacune et d'une pièce centrale mobile de 16m de long. 

## Histoire
Le pont de Tervaete, avec le pont de l'Union et le pont de Schoorbakke, est l'un des trois ponts sur l'Yser entre les villes de Nieuport et Dixmude. Les deux autres ponts se trouvent à huit et quatre kilomètres plus en aval. Avant la Première Guerre mondiale, le pont Tervaete était un pont tournant. Pendant la guerre, des batailles féroces furent menées aux ponts d'Yser pendant la bataille de l'Yser. Les Allemands en progression voulaient atteindre les ports de la Manche et voulaient donc traverser l'Yser à Nieuport, Dixmude ou via les trois ponts à la mi-octobre 1914. La courbe de Tervaete, un virage dans l'Yser près de Tervaete, était une faiblesse des lignes de défense belges. Dans le virage, les soldats étaient vulnérables aux tirs de différentes directions et, en outre, la frontière entre deux divisions belges, à savoir la 1ère et la 4ème division, est tombée à cet endroit-là. Le 19 octobre 1914, le pont de Tervaete est détruit par le génie belge pour le rendre inutilisable pour les Allemands. Dans la nuit du 21 au 22 octobre, les Allemands réussissent à franchir l'Yser dans le virage de Tervaete. Les jours suivants des combats acharnés eurent lieu, mais finalement les Belges durent se retirer à Stuivekenskerke et plus tard derrière le lit du chemin de fer. Quelques jours plus tard, l'avance allemande s'arrête en raison des inondations de la plaine de l'Yser. Un pont-levis en fer a été construit après la guerre. Pendant la Seconde Guerre mondiale, en mai 1940, ce pont a été détruit par des soldats français. Après cette guerre, un petit pont-levis en bois a été construit. En 1970, un nouveau pont en béton a été construit à 700 mètres en aval. Il s'agissait d'un pont haut, qui permettait le libre passage des bateaux jusqu'à 1350 tonnes, abaissé plus tard à 300 tonnes. Cependant, ce pont a été affecté par la pourriture du béton et a été démoli au début du 21e siècle et remplacé par le pont-levis actuel. De plus, le pont en béton s'était révélé trop grand pour la circulation automobile, le paysage et la navigation, qui ne consistait qu'en navigation de plaisance. Ce nouveau petit pont bas se trouve près de l'emplacement de l'ancien pont, toujours au hameau de Tervaete.

## Monuments associés
Près du pont Tervaete se trouvent des monuments commémoratifs de guerre et des vestiges: 
- 150 en aval, le long de la digue de l'Yser, se trouve un pilier commémoratif pour le 2e bataillon 1er Grenadiers. Beaucoup d'entre eux sont morts dans une bousculade le 22 octobre 1914, dans une tentative d'arrêter les Allemands.
- Les vestiges du pont de Tervaete soufflé sont encore visibles sur les deux rives de la rivière. Une pierre commémorative de la province de Flandre occidentale, fondée dans les années 1980, avec l'inscription "Tervatebrug 21-23 oktober 1914", c'est-à-dire "Pont de Tervaete du 21 au 23 octobre 1914" rappelle la bataille.